# William Mathias
William James Mathias (* 1. November 1934 in Whitland, Carmarthenshire; † 29. Juli 1992 in Menai Bridge, Anglesey) war ein walisischer Komponist.

## Leben
William Mathias begann früh mit dem Klavierspiel und ersten Kompositionsversuchen. Nach Studien am University College of Wales in Aberystwyth wechselte er 1956 an die Royal Academy of Music, wo Lennox Berkeley sein Lehrer wurde. 1965 wurde er zum Fellow der Royal Academy ernannt. 1968 erhielt Mathias den Arnold Bax Society Prize, und 1981 wurde er mit dem John Edwards Memorial Award ausgezeichnet. Als Professor für Musik leitete er zwischen 1970 und 1988 das Department of Music der University of Wales in Bangor. Neben seiner kompositorischen Arbeit war er auch als Dirigent und Pianist tätig. 1972 rief er das North Wales International Music Festival in St Asaph ins Leben, dessen Leitung er bis zu seinem Tod 1992 innehatte. Sein Grab befindet sich an der St. Asaph Cathedral.

## Werk
Das kompositorische Werk von William Mathias umfasst neben einer Oper (The Servants, 1980) unter anderem 3 Sinfonien, Solokonzerte (darunter 3 Klavierkonzerte), Kammermusik und zahlreiche Kompositionen für Orgel. Viele seiner Werke entstanden für die Anglikanische Liturgie; besondere Bekanntheit erlangte das Anthem Let the people praise Thee, O God, komponiert 1981 für die Hochzeit von Prinz Charles und Diana. 
Die Musik von Mathias ist tonal und lässt Einflüsse unter anderem von Bartók, Hindemith, Strawinsky oder Tippett erkennen.

### Werkverzeichnis (unvollständig)

#### Chorwerke
- Festival Te Deum in C Major
- Bell Carol
- Sweet was the Song
- A Babe is Born op. 55 (1971)
- Ave Rex op. 45
- Ceremony after a Fire Raid
- A May Magnificat
- Salvator Mundi
- Jonah
- Learsongs
- Lux Aeterna
- Riddles
- A Royal Garland
- Shakespeare Songs
- This Worlde's Joie
- Three Medieval Lyrics
- Sir Christemas
- Let the People Praise Thee, O God

#### Opern
- The Servants (1980)

#### Orchesterwerke
- Divertimento for String Orchestra, op.7  (1958)
- Dance Overture, op.16  (1961)
- Invocation and Dance, op.17  (1961)
- Serenade for Small Orchestra, op.18  (1963)
- Prelude, Aria and Finale for String Orchestra, op.25  (1964)
- Sinfonietta, op.34  (1967)
- Celtic Dances, op.60  (1972)
- Laudi, op.62  (1973)
- Vistas, op.69  (1975)
- Symphony No. 2, op.90 (Summer Music)
- Symphony No. 3 (1991)

#### Solokonzerte
- Horn Concerto, op. 93
- Clarinet Concerto, op. 68
- Harp Concerto, op. 50 (1970)
- Organ Concerto (1984)
- Oboe Concerto (1989)
- Piano Concerto No.1, op. 2
- Piano Concerto No.2, op. 13
- Piano Concerto No.3, op. 40 (1968)
- Violin Concerto (1992)

#### Kammermusik
- Improvisations for Harp op. 10
- Zodiac Trio für Flöte, Viola und Harfe (1976)
- Bläserquintett op. 22 (1963)
- Sonatina für Flöte und Klavier op. 98 (1953)
- Clarinet Sonatina (1957)

#### Orgelmusik
- Antiphonies
- Berceuse
- Carillon
- Canzonetta op. 78, No. 2
- Chorale (1966)
- Fanfare
- Fantasy for Organ
- Fenestra
- Invocations
- Jubilate op. 67
- Partita
- Postlude (1962)
- Processional op. 96
- Recessional (1964)
- Toccata Giocosa op. 36, No. 2 (1967)
- Variations on a Hymn Tune